# Irving Fisher
Pour les articles homonymes, voir Fisher.
Irving Fisher, né à Saugerties (État de New York) le 27 février 1867 et mort à New York le 29 avril 1947, est un économiste américain connu pour ses travaux sur les taux d'intérêt et la théorie du capital. Dans ce dernier domaine, il reprit et développa les théories de Böhm-Bawerk en leur donnant une formulation mathématique. Il mena plusieurs campagnes de santé publique et fut le président de la Société américaine d'eugénisme. Il est le premier à avoir proposé le 100% monnaie. Il est à l'origine de l'équation de Fisher et a inspiré le néofisherisme.

## Crise financière et déflation par la dette
Selon lui, le mécanisme de déflation par la dette qui a fonctionné pendant les années 1930 a aggravé la dépression : après la crise financière de 1929, les agents (entreprises et ménages) qui se retrouvent fortement endettés vendent leurs actifs financiers pour tenter de rembourser leurs dettes. Mais ces ventes massives font baisser les prix, ce qui accroît finalement la valeur réelle de la dette et nécessite donc de nouvelles ventes d'actifs : « Pour chaque dollar remboursé, les agents accroissent d'autant le montant de leur dette. »
Pour Irving Fisher, les grandes dépressions résultent en premier lieu du surendettement associé aux périodes de boom économique consécutives à des innovations majeures et où les anticipations de profit sont très élevées. Dans ces circonstances, les premières difficultés de remboursement des échéances exigibles débouchent sur un réajustement des anticipations et un affolement des créanciers et des débiteurs. Les séquences de la dépression sont alors les suivantes :
- Liquidation des dettes et ventes massives d'actifs
- Contraction de la monnaie de dépôt et réduction de la vitesse de circulation
- Chute des prix
- Chute des valeurs nettes des affaires et multiplication des faillites
- Chute des profits et réduction de la production
- Forte réduction de l'emploi et du commerce
- Perte de confiance et pessimisme liés aux faillites et au chômage
- Thésaurisation et nouvelle baisse de la vitesse de circulation
- Baisse des taux d'intérêt nominaux et hausse des taux réels

Les différents facteurs de cette chaîne causale entretiennent entre eux des relations complexes. Lorsque la chute des prix est peu marquée, le cycle est moins accentué. Mais lorsqu'elle est importante, la déflation aggrave le fardeau de la dette. En appliquant sa théorie à la crise de 1929, Fisher estime qu'entre 1929 et 1933, le montant nominal de l'encours global de dettes a diminué de 20 % aux Etats-Unis, mais que les prix ont chuté de 75 % sur la même période. Par conséquent, la valeur réelle des dettes a augmenté d'environ 40 % Ce n'est alors que lorsque les faillites finissent par laminer l'endettement qu'une sortie de la crise se dessine.
À l'inverse de Hayek, qui a lui aussi proposé une théorie monétaire des cycles économiques, Fisher considère que l'intervention de l'État est nécessaire pour éviter le cercle vicieux de la déflation et l'approfondissement de la crise.

## La théorie quantitative de la monnaie (MV=PT)
On lui doit aussi l'équation à partir de laquelle il établit une causalité entre les variations de la quantité de monnaie en circulation et les variations du niveau général des prix :
MV = PT
(Avec M = stock de monnaie en circulation, P = niveau des prix, V = vitesse de circulation de la monnaie et T = volume des transactions).
On traduit donc MV = flux de monnaie dépensé, et PT = valeur nominale des paiements (transactions).
Hypothèses :
- plein emploi des facteurs de production, donc T fixé ;
- habitudes de paiement stables, donc V fixé ;
- T indépendant de M.

On peut donc écrire : P = (V/T)M.
Or (V/T) constant donc P et M sont proportionnels et > 0.
Donc : ΔP = (V/T)ΔM (Δ représente la variation), ΔP et ΔM sont proportionnels.
De manière succincte, on peut traduire cette équation comme le fait que toute variation de la quantité de monnaie en circulation dans l'économie ΔM implique une variation proportionnelle du niveau général des prix ΔP. Exemple : si les autorités monétaires décident d'augmenter la masse monétaire de 5 %, alors les prix augmenteront automatiquement de 5 %. Cette équation est générale et minimaliste : de très nombreux facteurs doivent être pris en compte pour expliquer l'inflation et la manière de la contrer.

## Le krach de 1929
La réputation professionnelle de Irving Fisher, ainsi que sa fortune personnelle, furent gravement atteintes par le krach boursier de 1929. Peu de jours avant le krach de 1929, il écrivait que « le prix des actions ont atteint ce qui apparaît être un haut plateau permanent ». Le 21 octobre, il déclarait que la bourse « ne tremblait qu'à cause de la folie de quelques-uns » et affirmait que les cours boursiers n'avaient pas atteint leur vraie valeur et devaient continuer à croître. Des mois après le krach, il continuait à affirmer aux investisseurs que la reprise était au coin de la rue.
Irving Fisher pensait que la très forte valorisation boursière était le reflet de l'amélioration productive de l'économie américaine induite par la prohibition. En effet, pour Fisher, la sobriété des travailleurs avait pour conséquence une élévation de leur productivité. Il était ainsi un fervent partisan de la prohibition qu'il défendit dans une série d'ouvrages. C'est à la suite de ces erreurs de prévisions que Fisher s'est intéressé aux fluctuations économiques et a abandonné la thèse du rééquilibrage automatique du marché au profit de sa théorie sur la déflation qui justifie l'intervention de l'État, nécessaire pour arrêter la spirale déflationniste.

## 100% monnaie
Afin d'éviter les krachs, il propose l'abandon du système de réserves fractionnaires, introduit subrepticement par les banquiers qui, gardant l'or et faisant circuler des reconnaissances de dettes à la place, ont commencé à en distribuer plus que ce qu'ils gardaient, créant de fait de la monnaie par le crédit[réf. souhaitée]. Les crises adviennent lorsque cette monnaie est détruite par le remboursement, ou que beaucoup de clients veulent sortir leur monnaie des banques. Il propose donc de revenir à un système de réserves intégrales (dit 100% monnaie) ne permettant plus aux banques privées de faire de la création monétaire. Elles ne pourraient ainsi prêter que la monnaie que les clients auraient déposé sur les comptes d'épargne rémunérés (et non sur des comptes courants, où les clients ne risqueraient aucune perte).

## Principaux ouvrages

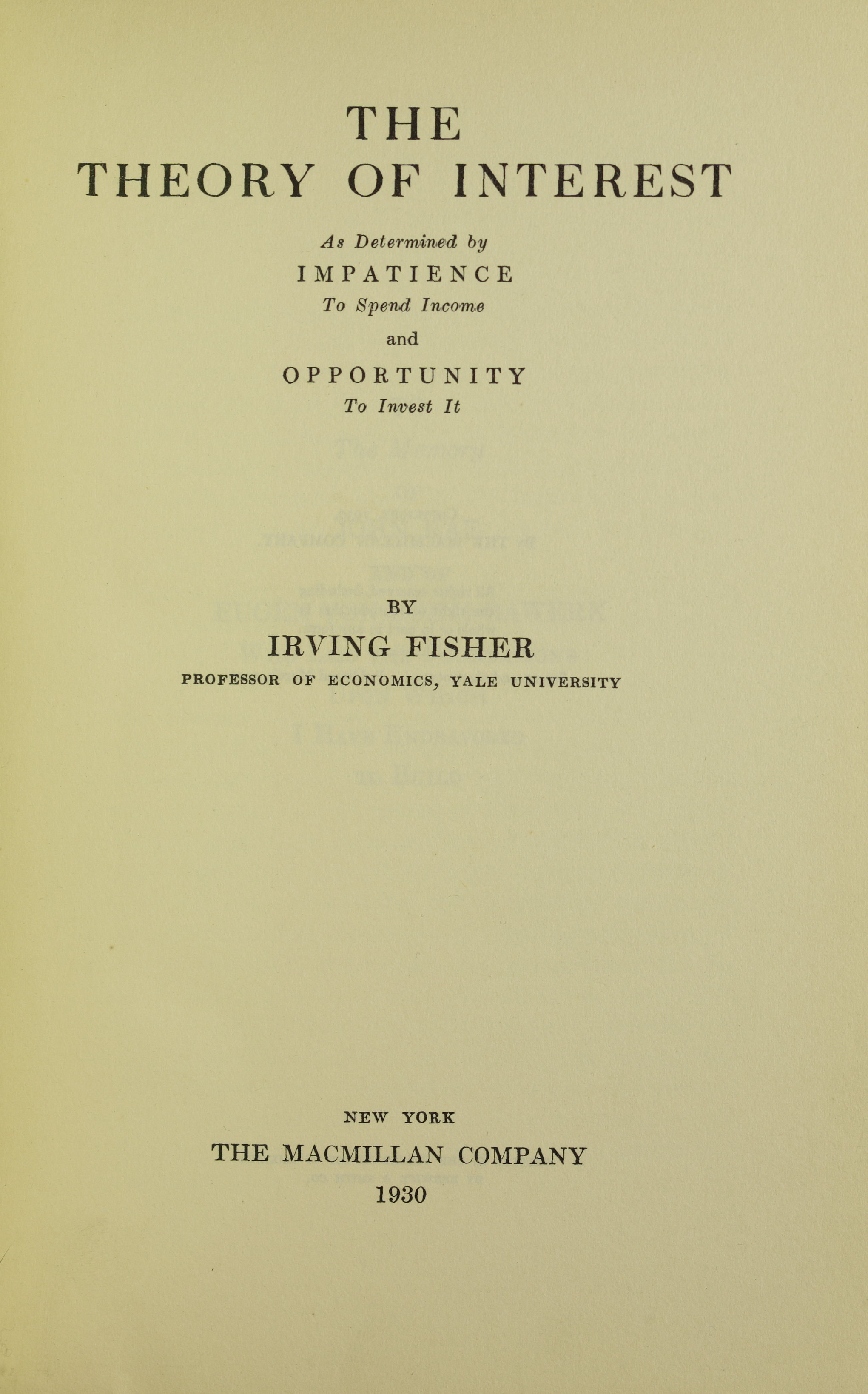
Theory of interest as determined by impatience to spend income and opportunity to invest it, 1930

- 1892. Mathematical Investigations in the Theory of Value and Prices (Traduction française : Recherches mathématiques sur la théorie de la valeur et des prix, Paris: M.Giard et E.Brière, 1917). Traduction française téléchargeable
- 1896. Appreciation and Interest.
- 1906. The Nature of Capital and Income. (Traduction française : De la nature du capital et du revenu, Paris:V.Giard et E.Brière, 1911)
- 1907. The Rate of Interest.
- 1910, 1914. Introduction to Economic Science.
- 1911a, 1922, 2nd ed. The Purchasing Power of Money: Its Determination and Relation to Credit, Interest, and Crises. (Traduction française : Le pouvoir d'achat de la monnaie, Paris:Marcel Giard, 1926)
- 1911b, 1913. Elementary Principles of Economics.
- 1915. How to Live: Rules for Healthful Living Based on Modern Science (with Eugene Lyon Fisk).
- 1918, "Is 'Utility' the Most Suitable Term for the Concept It is Used to Denote?"
- 1922. The Making of Index Numbers: A Study of Their Varieties, Tests, and Reliability.
- 1927, "A Statistical Method for Measuring 'Marginal Utility' and Testing the Justice of a Progressive Income Tax" in Economic Essays Contributed in Honor of John Bates Clark .
- 1928, The Money Illusion, New York: Adelphi Company.
- 1930a. The Stock Market Crash and After.
- 1930b. The Theory of Interest.
- 1932. Booms and Depressions: Some First Principles. .
- 1933a. "The Debt-Deflation Theory of Great Depressions," Econometrica, .
- 1933b. Stamp Scrip.
- 1935. 100% Money.Traduction française téléchargeable
- 1996. The Works of Irving Fisher. édité by William J. Barber et al. 14 volumes London : Pickering & Chatto.